# Johan Adolf von Malmborg
Johan Adolf von Malmborg, född 8 oktober 1812 i Söderköping, död 26 oktober 1892 i Stockholm, var en svensk godsägare och konstnär.
Han var son till kaptenen Johan Fredrik Malmborg och Aurora Henrietta Blomstedt och från 1844 gift med Charlotta Ulrika Vilhelmina Sjöstéen samt bror till Carl Fredrik von Malmborg. Han var vid sidan av sin verksamhet som godsägare utövande konstnär och utförde en stor mängd tavlor med hästmotiv.